# Mapei (Radsportteam)

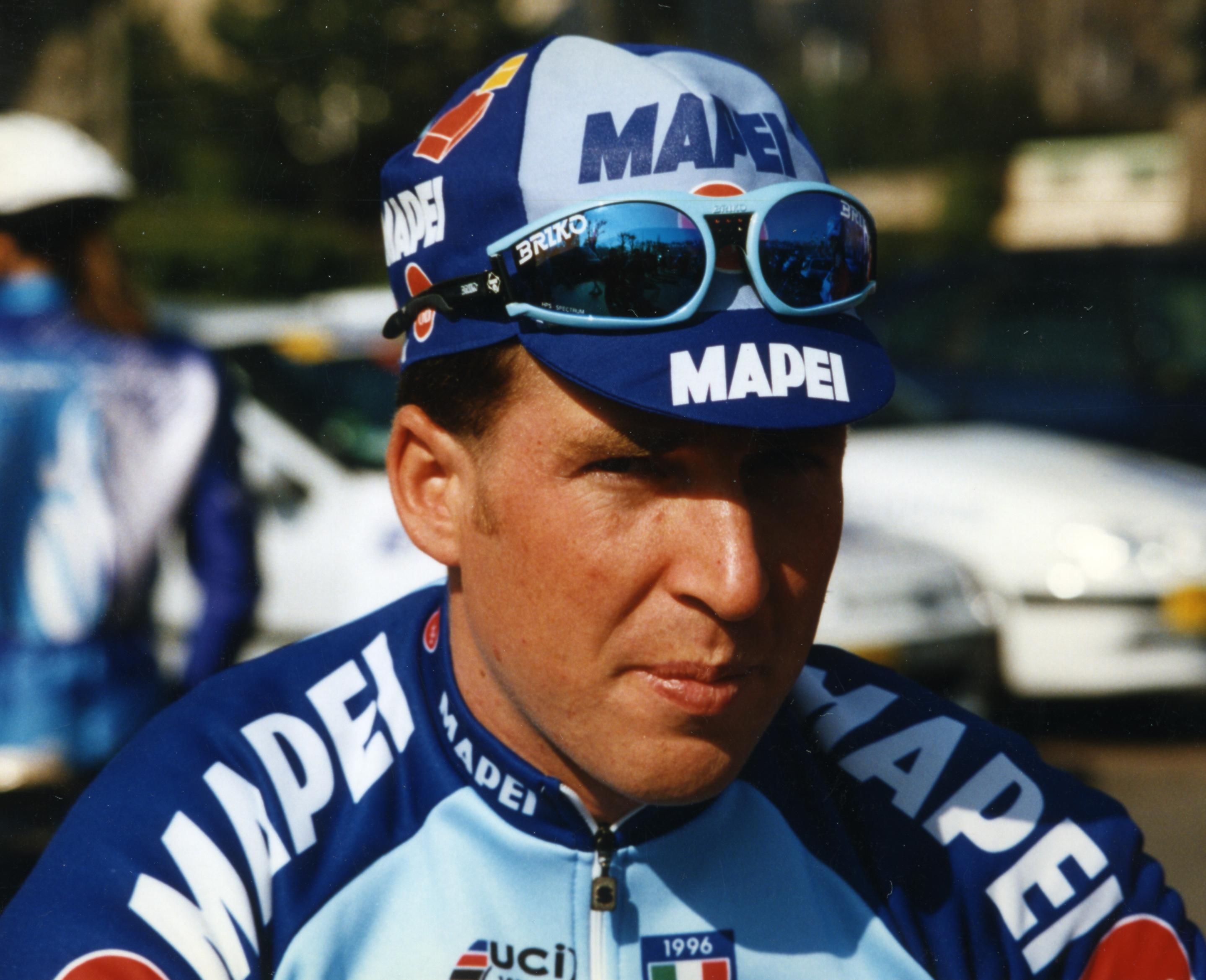
Oscar Camenzind (2000)

Mapei-Quick Step, Mapei-Bricobi, Mapei-GB, Mapei-GB-Latexco, Mapei-Clas, Mapei-Viner oder Eldor-Viner war ein italienisches Radsportteam, das von 1993 bis 2002 bestand. Die bekanntesten Erfolge waren die fünf Siege in sechs Jahren bei Paris–Roubaix.

## Geschichte

### Eldor-Viner und Mapei-Viner (1993)
Das Team wurde 1993 vom ehemaligen Radprofi Fabrizio Fabbri gegründet. Anfang der Saison wurden unter anderem Platz 2 bei Mailand–Sanremo, Platz 3 bei Tirreno–Adriatico erreicht. Bei der Vuelta a España gelang dem Team ein Etappensieg. Jedoch gab es angeblich ausbleibende Gehälter und das Team stand kurz vor dem Aus. Vor dem Giro d’Italia bat Ercole Baldini den Inhaber von Mapei, Giorgio Squinzi, das Team um Marco Giovannetti und Stefano Della Santa zu retten. Mapei stieg ein und ab Mitte Mai wurde das Team in Mapei-Viner umbenannt. Es folgten noch Platz 2 bei der Galicien-Rundfahrt, fünfte Plätze bei der Meisterschaft von Zürich und der Clásica San Sebastián.

### Mapei-Clas, Mapei-GB-Latexco, Mapei-GB und Mapei-Bricobi (1994–1998)
1994 fusionierten Mapei-Viner und CLAS-Cajastur zu Mapei-Clas. Neben den zahlreichen Siegen, unter anderem die Vuelta a España, konnte das Team zweite Plätze bei der Trofeo Laigueglia, beim Critérium International, beim Gran Premio Miguel Induráin, bei Gent–Wevelgem, bei der Trofeo Matteotti, bei der Katalonien-Rundfahrt, bei Paris–Tours, bei Mailand–Turin und bei der Herald Sun Tour erreichen. 1995 war das Team sehr erfolgreich bei den Frühjahrsrennen, wie zum Beispiel bei der Flandern-Rundfahrt und Paris–Roubaix. Bei Giro d’Italia konnte der letzte Sieg bei einer großen Landesrundfahrt erzielt werden. 1996 gewann das Team erneut Paris–Roubaix und belegte hierbei die ersten drei Plätze. Insgesamt wurden 65 Siege in dieser Saison erwirkt. 1997 wurden zweite Plätze beim Giro d’Italia, bei der Lombardei-Rundfahrt 1997. der Tour de Suisse, beim Amstel Gold Race, bei Tirreno–Adriatico und bei den Vier Tage von Dünkirchen sowie dritte Plätze bei Flandern-Rundfahrt und Paris–Roubaix erarbeitet. Insgesamt wurde 1997 80 Siege erzielt. 1998 wurde erneut Platz 2 beim Giro d’Italia, beim La Flèche Wallonne und bei der Meisterschaft von Zürich. Bei Paris–Roubaix belegten Fahrer des Teams die ersten drei Plätze.

### Mapei-Quick Step (1999–2002)
1999 wiederholte das Team beim Sieg von Andrea Tafi bei Paris–Roubaix die Podiumsbelegung vom Vorjahr. Es kamen noch Platz 2 bei Paris–Tours, dritte Plätze bei der Flandern-Rundfahrt und der Clásica San Sebastián sowie vierte Plätze bei Lüttich–Bastogne–Lüttich und der Vuelta a España hinzu. Bei der Tour de France wurde der siebte Rang belegt. 2000 konnten Platz 3 bei der Vuelta a España und bei Mailand–Sanremo, Platz 4 beim Giro d’Italia und Platz 10 bei der Tour de France erreicht werden. 2001 wurden neben den 42 Siegen noch Platz 2 bei Paris–Tours, fünfte Plätze bei Mailand–Sanremo und der Flandern-Rundfahrt, Platz 6 beim Giro d’Italia und der Clásica San Sebastián sowie Platz 8 bei der Tour de Suisse erwirkt. 2002 konnten neben den 43 Siegen zweite Plätze bei der Meisterschaft von Zürich und bei Lüttich–Bastogne–Lüttich, dritte Plätze bei Tirreno–Adriatico und der Tour de Romandie, Platz 4 bei den HEW Cyclassics und fünfte Plätze bei Mailand–Sanremo und der Flandern-Rundfahrt erreicht werden. Nach der Saison 2002 zog sich Mapei vom Radsportsponsoring zurück, da Teameigner Squinzi sich von der Dopingproblematik des Radsports enttäuscht zeigte. Als Nachfolger des Mapei-Teams gilt die 2003 gegründete belgische Mannschaft Quick Step um Teamleiter Lefevere, welche aus Domo-Farm Frites und einigen Fahrern von Mapei entstand.
Mapei gilt als die erfolgreichste Mannschaft der 1990er Jahre. Insgesamt achtmal in neun Jahren beendete das Team die Radsport-Saison auf dem ersten Platz der UCI-Weltrangliste (1994–2000, 2002). Außerdem gewann die Mannschaft fünfmal die Teamwertung des Rad-Weltcups. Viermal gewannen Mapei-Fahrer in ihren jeweiligen Nationalmannschaften die Straßenweltmeisterschaft.

## Erfolge (Auswahl)
- 1994 (58 Siege, UCI-Platz 1)
  - Gianluca Bortolami: Meisterschaft von Zürich, Rad-Weltcup
  - Tony Rominger: Vuelta a España, Stundenweltrekord
- 1995 (81 Siege, UCI-Platz 1)
  - Tony Rominger: Giro d’Italia
  - Johan Museeuw: Flandern-Rundfahrt, Meisterschaft von Zürich, Rad-Weltcup
- 1996 (82 Siege, UCI-Platz 1)
  - Johan Museeuw: Paris–Roubaix, Rad-Weltcup
  - Andrea Tafi: Lombardei-Rundfahrt
- 1997 (95 Siege, UCI-Platz 1)
- 1998 (68 Siege, UCI-Platz 1)
  - Franco Ballerini: Paris–Roubaix
  - Oscar Camenzind: Lombardei-Rundfahrt
  - Johan Museeuw: Flandern-Rundfahrt
- 1999 (51 Siege, UCI-Platz 1)
  - Andrea Tafi: Paris–Roubaix
- 2000 (78 Siege, UCI-Platz 1)
  - Johan Museeuw: Paris–Roubaix
  - Paolo Bettini: Lüttich–Bastogne–Lüttich
  - Andrea Tafi: Paris–Tours
- 2001 (45 Siege, UCI-Platz 4)
  - Paolo Bettini: Meisterschaft von Zürich
- 2002 (94 Siege, UCI-Platz 1)
  - Andrea Tafi: Flandern-Rundfahrt
  - Paolo Bettini: Lüttich–Bastogne–Lüttich, Rad-Weltcup

## Monumente-des-Radsports-Platzierungen
| Monument                 | 1993 | 1994 | 1995 | 1996 | 1997 | 1998 | 1999 | 2000 | 2001 | 2002 |
| ------------------------ | ---- | ---- | ---- | ---- | ---- | ---- | ---- | ---- | ---- | ---- |
| Mailand–Sanremo          | 2    | 15   | 12   | 8    | 30   | 4    | 44   | 3    | 5    | 5    |
| Flandern-Rundfahrt       | –    | 4    | 1    | 3    | 3    | 1    | 3    | 21   | 5    | 1    |
| Paris–Roubaix            | –    | 3    | 1    | 1    | 3    | 1    | 1    | 1    | 27   | 17   |
| Lüttich–Bastogne–Lüttich | –    | 5    | 13   | 12   | 6    | 6    | 4    | 1    | 15   | 1    |
| Lombardei-Rundfahrt      | 23   | 47   | 2    | 1    | 2    | 1    | 9    | 5    | 5    | 21   |